# 焊接电源
焊接电源是一种向電弧焊工具提供电流的電源設備。 焊點以及焊縫的品質好壞與焊接电源有著密切的關係。焊接電源可以分為一元化調節電源以及多元化調節電源。一元化調節電源只有一個旋鈕，而多元化調節電源至少有2個旋鈕。